# Métropole de Drama
La Métropole de Dráma (en grec byzantin : Ιερά Μητρόπολις Δράμας) est un évêché du Patriarcat œcuménique de Constantinople, provisoirement autorisé à participer à la vie synodale de l'Église orthodoxe grecque. Son siège est à Dráma en Grèce, dans la région de Macédoine orientale. Son ressort s'étend sur la moitié orientale du district régional de Dráma, laissant la moitié septentrionale et occidentale à la Métropole de Zichni et Névrokopion.

## La cathédrale
- C'est l'église de l'Entrée au Temple de la Mère de Dieu, fête le 21 novembre.

## Les métropolites
- Paul, depuis 2005.
- Denis (né Kyratsos à Arnéa de Chalcidique en 1923), de 1965 à 2005.

## L'histoire
- En 49 après Jésus-Christ, saint Paul fonde à Philippes la première des églises européennes. L'évangélisation de Dráma, ville toute proche, a dû suivre de peu.
- Des premiers siècles jusqu'en 900, l'évêque de Dráma est considéré comme le premier en dignité de la province ecclésiastique de Philippes, immédiatement après le métropolite.
- De 1320 à 1342, le siège épiscopal de Dráma est mentionné comme "Métropole de Dráma".
- De 1371 à 1619, il est mentionné comme une "parachorèse" de la métropole de Philippes.
- De 1619 à 1663, les deux métropoles de Philippes et de Dráma sont unies.
- De 1663 à 1882, Métropole de Philippes, Dráma, Zichni et Nevrokopion.
- De 1882 à 1924, Métropole de Philippes, Dráma et Zichni.
- De 1924 à 1931, Métropole de Philippes et Dráma.
- Depuis 1931, Métropole de Dráma.

## Le territoire

### Doyenné de Dráma
Dráma et environs
- Dráma (9 paroisses)

### Doyenné de Doxato
Plaine de l'Angitis
- Doxato (1 paroisse)
- Photolivos (2 paroisses)

### Doyenné de Nikiphoros
Sillon Angitis-Nestos
- Nikiphoros (1 paroisse)

### Doyenné de Paranestion
Cours moyen du Nestos
- Paranesti (1 paroisse)
- Mikrochori (2 paroisses)

### Doyenné de Prosotsani
Au pied du Ménikio, à l'ouest de Dráma
- Prosotsani (2 paroisses)

## Les monastères

### Monastère d'hommes
- Monastère de la Transfiguration du Sauveur, à Néa Souméla, Néa Kromni. Fête le 6 août.

### Monastères de femmes
- Monastère de la Mère de Dieu Ikossiphinissa à Proti, fondé en 452.
- Monastère de l'Ascension du Sauveur, aux Taxiarques de Dráma, fondé en 1976.
- Métochia de ces monastères à Serrès et à Thassos.

## Photographies

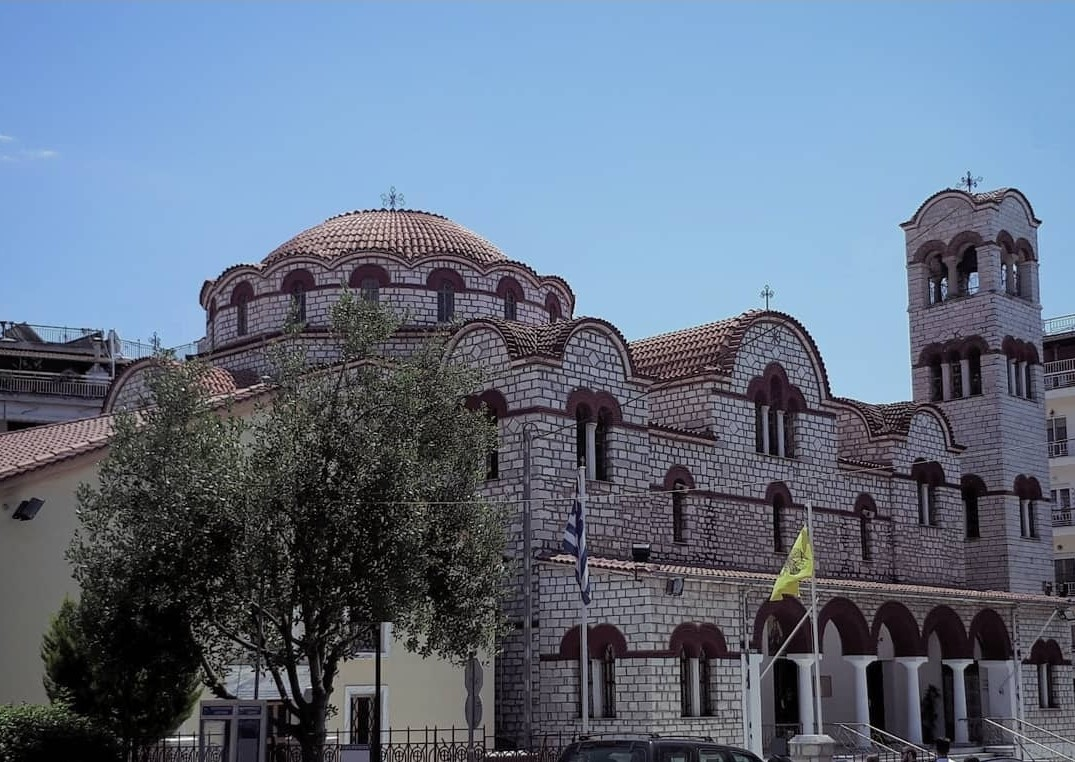
La cathédrale de Dráma dédiée à l'Entrée au Temple de la Mère de Dieu.
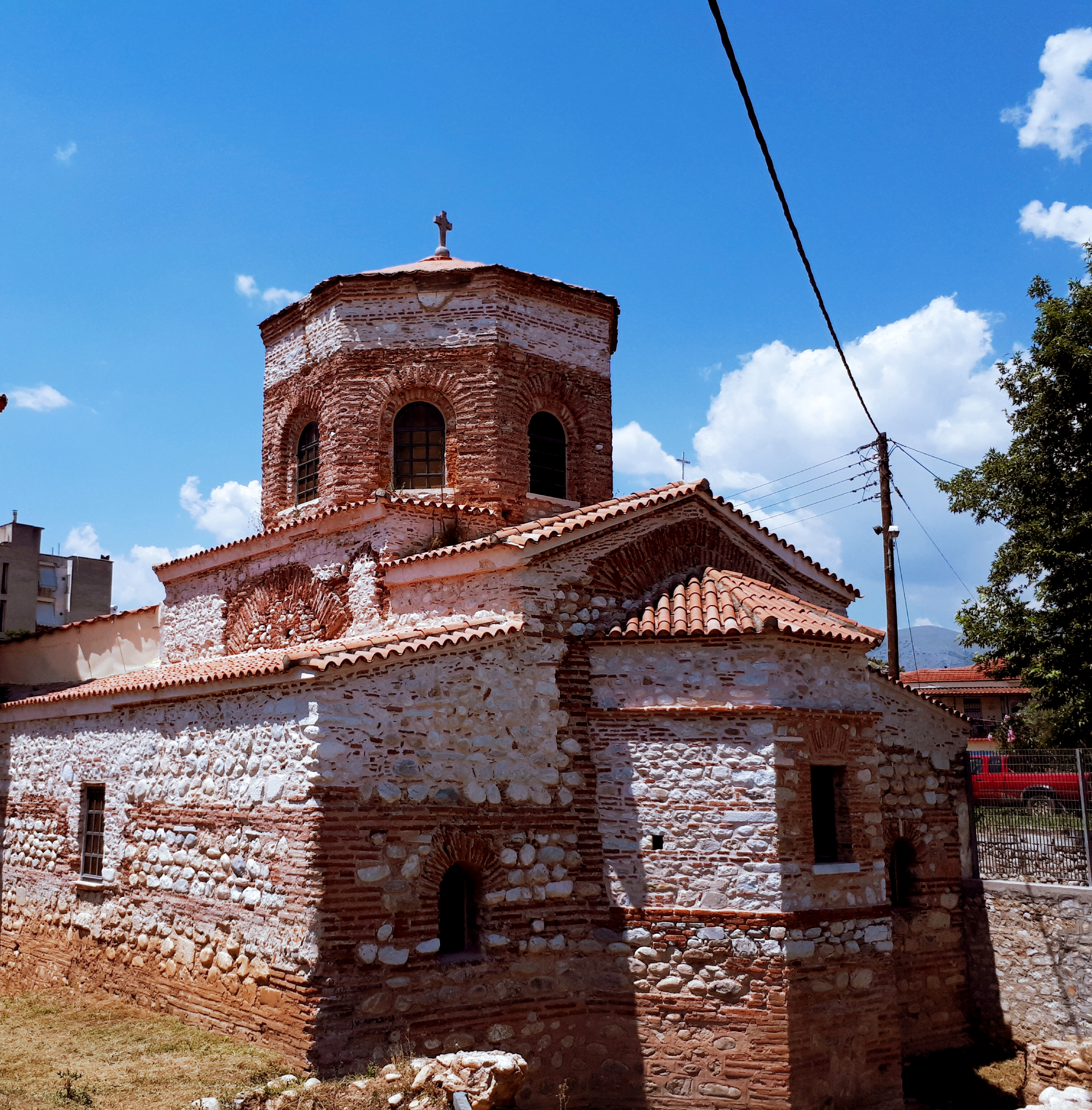
L'église Sainte-Sophie de Dráma, un monument qui a plus de mille ans.
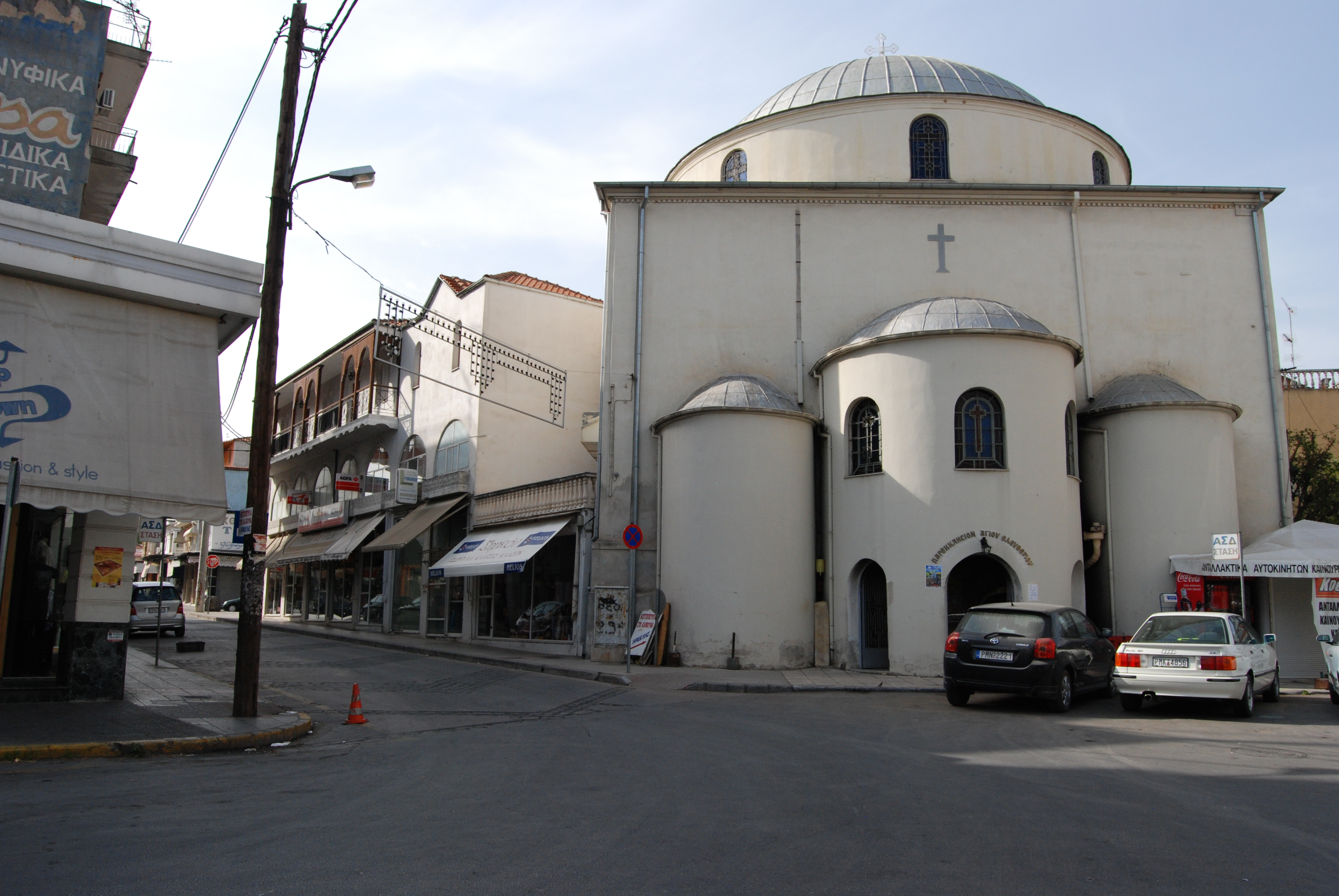
L'église Saint-Nicolas de Drama (ancienne mosquée convertie en église).
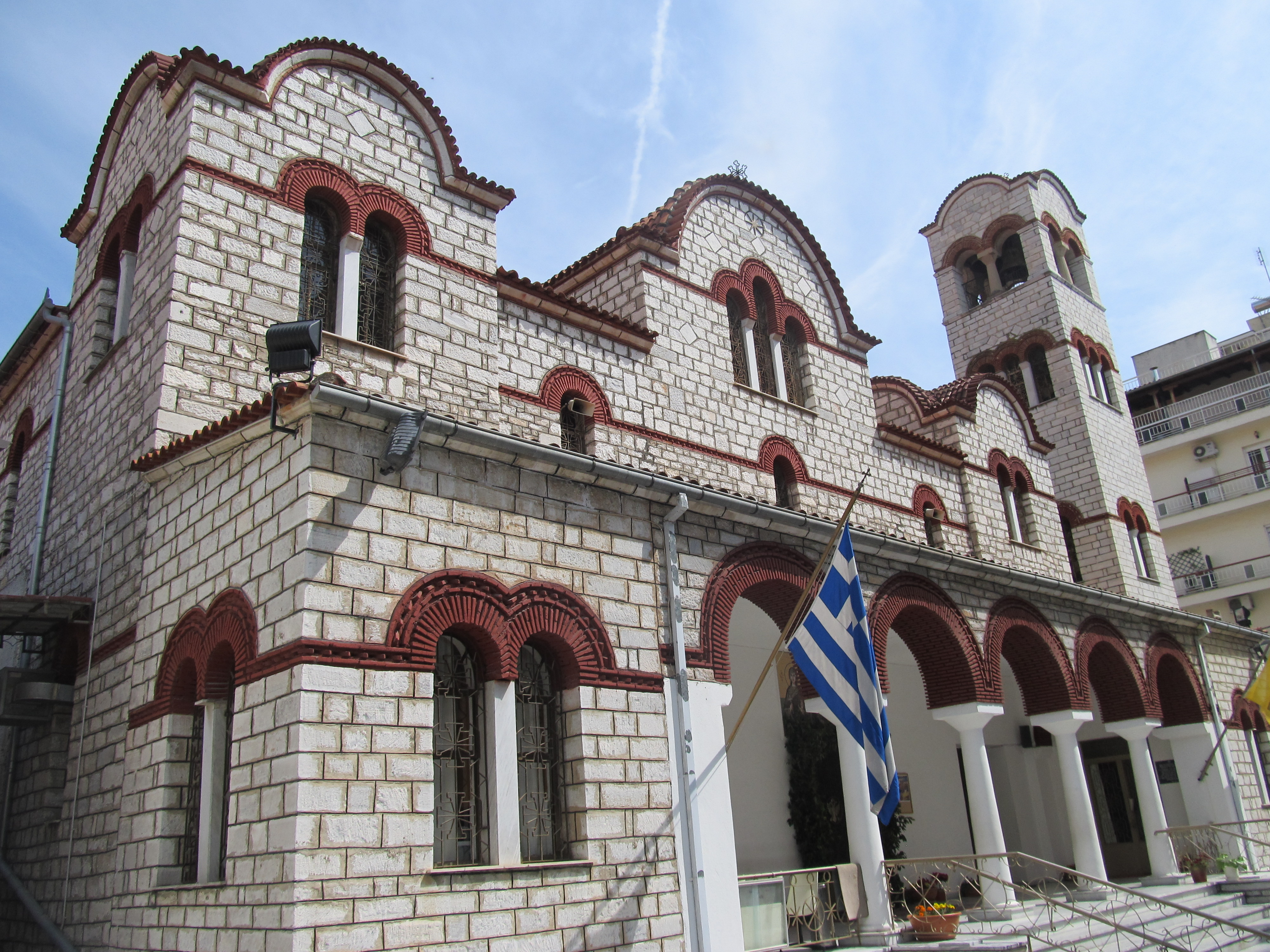
L'entrée principale de la cathédrale de Dráma.
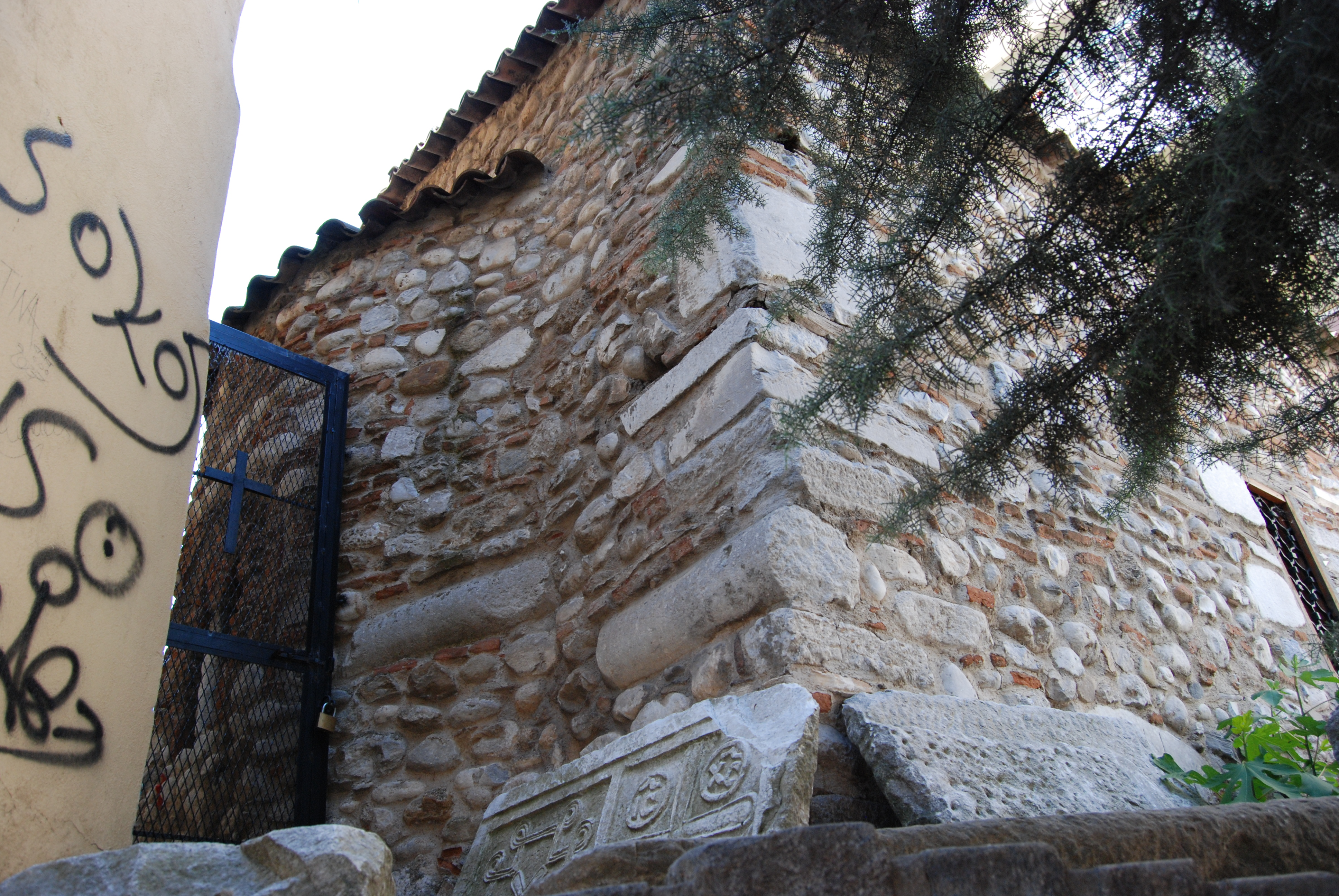
L'église des Saints archanges de Dráma.
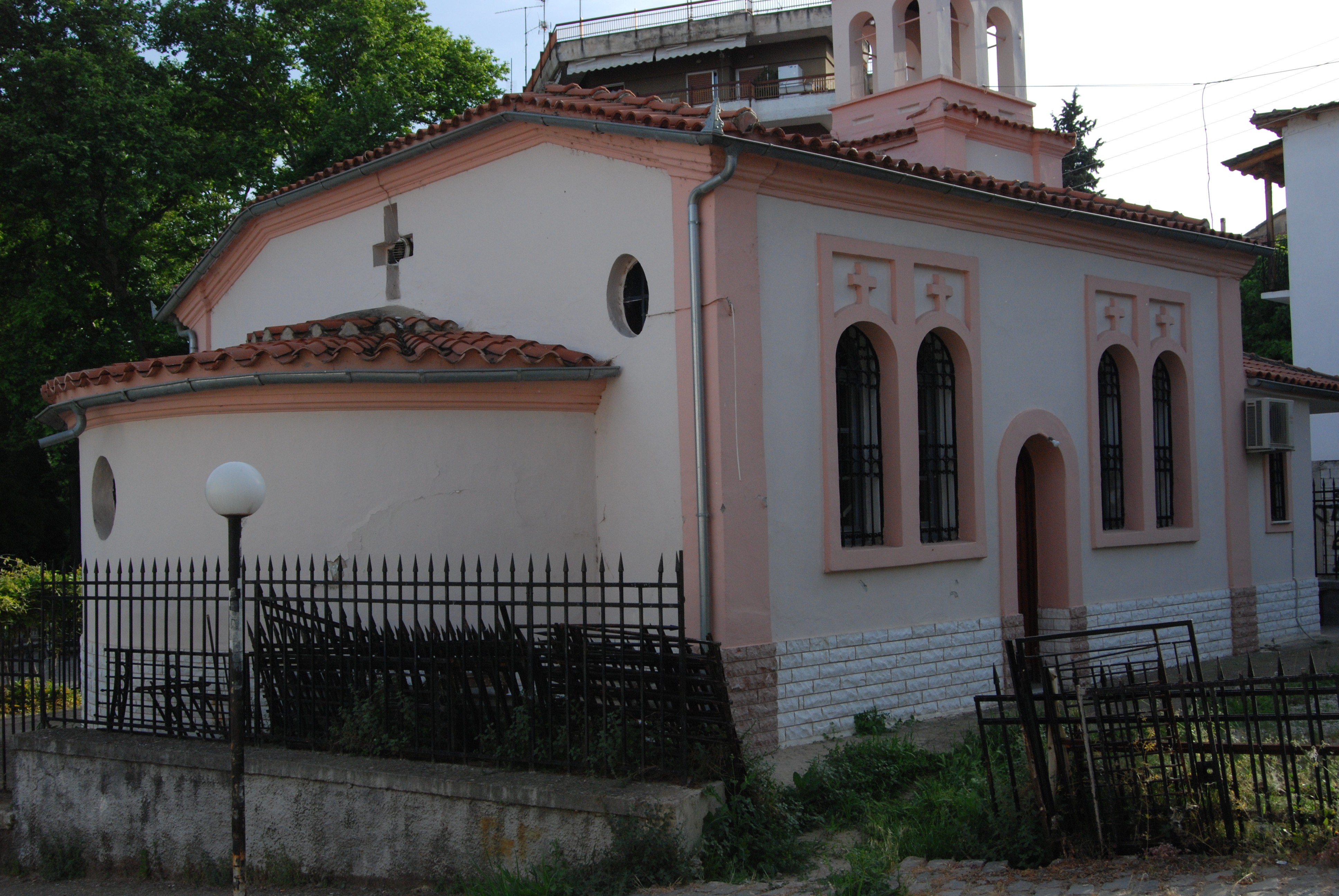
L'église Sainte-Barbara de Dráma.

## Sources
- (el) Le site de la métropole : http://www.imdramas.gr
- Diptyques de l'Église de Grèce, éditions Diaconie apostolique, Athènes (édition annuelle).